# 프랑크푸르트암마인 노면전차
프랑프푸르트암마인 노면전차(독일어: Straßenbahn Frankfurt am Main)는 독일 헤센주의 도시인 프랑크푸르트암마인(이하 프랑크푸르트)의 대중교통체계이 주요 부분을 구성하는 노면전차 체계이다.
2012년 기준, 10개의 전차선과 2개의 특별한 노선과 1개의 유산 관광 전차 노선이 있다. 이 네트워크는 또한 프랑크푸르트 지하철로 대부분 통합되어, 병용 궤도와 예비 궤도 모두 공유하고 있다. 2012년, 네트워크에는 136개의 역이 있었고, 총 노선 길이는 67.25 km였다.  같은 해에, 이 네트워크는 4,990만 명의 승객을 수송했으며, 이는 프랑크푸르트에서 전체 대중교통 이용객의 약 30%에 달한다.

## 노선

### 노선 개요
2014년 기준 프랑크푸르트에는 11개의 전차 노선이 있었으며, 그중 8개의 본선, 2개의 출퇴근 보강선, 1개의 특수 노선이 있다.
| 노선 | 주요경로 |
| ---- | --- |
| 11   | 획스트 추크슈베르트슈트라세(Höchst Zuckschwerdtstraße) 마인처 란트슈트라세 – 반호프슈비어텔–/알트슈타트슈트레케 – 하나우어 란트슈트라세 & 페헨하임 페헨하임 시쉬텐슈트라세(Fechenheim Schießhüttenstraße) |
| 12   | 슈반하임 라인란트슈트라세(Schwanheim Rheinlandstraße) 발트반 – 반호프슈비어텔-/알트슈타트슈트레케 – 쿠르트-슈마허-슈트라세 – 보른하임 – 하나우어 란트슈트라세 후고-윤케르스-슈트라세(Hugo-Junkers-Straße) |
| 14   | 루이자 역(Louisa Bahnhof) 자흐젠하우젠 – 비텔스바허알레 보른하임 에른슈트-마이-플라츠(Bornheim Ernst-May-Platz)                                                                                           |
| 15   | 니더라트 하르트발트플라츠(Niederrad Haardtwaldplatz) 니더라트 – 자흐젠하우젠 – 오펜바허 란트슈트라세 오펜바흐 슈타트그렌체(Offenbach Stadtgrenze) (city limits)                                           |
| 16   | 긴하임(Ginnheim) 긴하임) – 보켄하임 – 자흐젠하우젠 – 오펜바허 란트슈트라세 오펜바흐 슈타트그렌체(Offenbach Stadtgrenze) (city limits)                                                                     |
| 17   | 레프스토크바트(Rebstockbad) 레프스토크슈트레케 – 중앙역 – 발트반 노이이젠부르크 슈타트그렌체(Neu-Isenburg Stadtgrenze) (city limits)                                                                      |
| 18   | 프로잉게슈하임(Preungesheim) 콘슈타블러바헤(Konstablerwache) 로칼반호프(Lokalbahnhof) |
| 19   | 슈반하임 라인란트슈트라세(Schwanheim Rheinlandstraße) 발트반 – 니더라트 – 자흐젠하우젠 남역(Südbahnhof)                                                                                                   |
| 20   | 중앙역(Hauptbahnhof) 니더라트(Niederrad) 경기장 |
| 21   | 니드 교회당 (혼잡시간대) / 갈루스 묀흐호프슈트라세(Gallus Mönchhofstraße) 마인처 란트슈트라세 – 클레이어슈트라세 교차로 – 니더라트 경기장                                                                 |
|      | |
| EE   | 에벨바이 익스프레스 순환 관광전차 |

2007년 4월 이후 모든 일반 전차 노선에 저상 차량이 운행되었다. 2013년 이후, 심각한 차량 부족시, Ptb 차량에서 분해된 (비장벽식) Pt 차량의 일부를 투입하였다. 이들 차량은 2013년 12호선, 18호선의 고정 노선에 사용되었으며, 게시 시간표에 "eventuell nicht barrierefrei"라는 추가 사항을 첨부했다.
슈타트반 U5호선은 오랫동안 기존의 전차 노선과 같았으며, 에켄하임 지방도로의 일부 구간에서도 여전히 병행 운행되고 있다. 그러나 여전히 공식적으로 항상 "지하철(U-Bahn)"이라고 불렸다.
RMV 전차는 현지 대중교통 회사인 traffiQ가 설계하여, 정기적 일정에 따라 운행한다. 2015년 연간 운행 일정 이후, 11호선과 21호선의 경우 하루 7½분 (월~금) 또는 10분 간격(주말), 16호선의 경우 평일 10분, 일요일 15분, 그리고 다른 나머지 노선의 경우 월~금 10분, 주말의 15분 간격 등이 적용된다. 교통량이 적은 시간에는 15분, 30분 간격으로 운행한다.

### 특수 노선

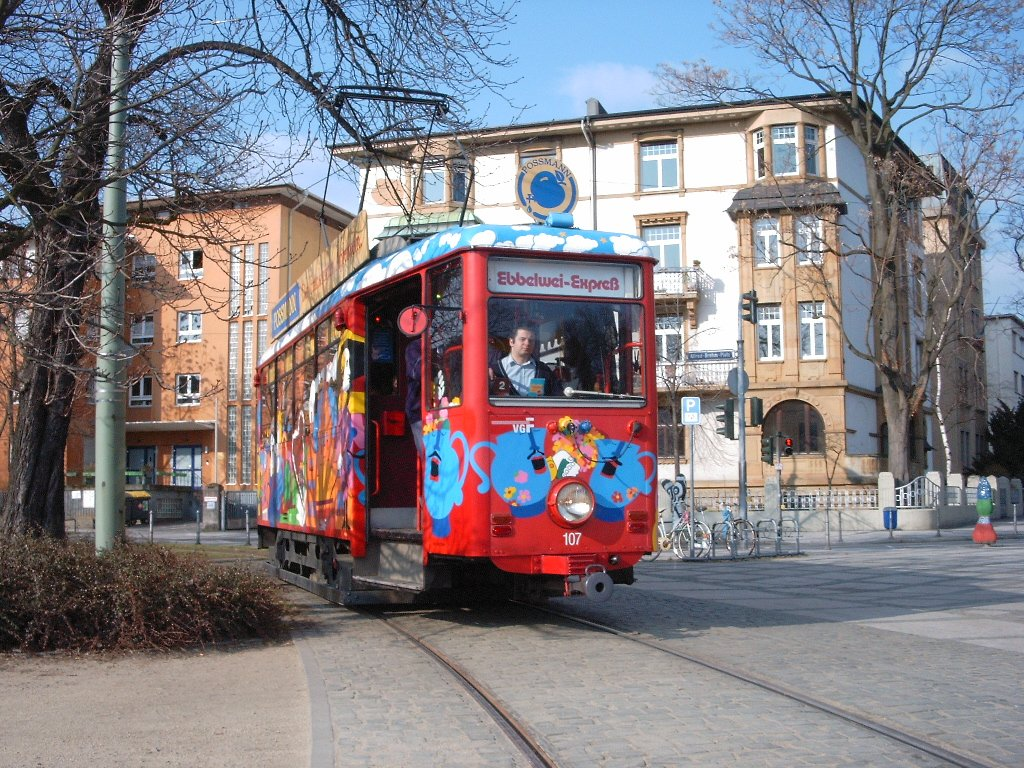
에벨바이 익스프레스 차량

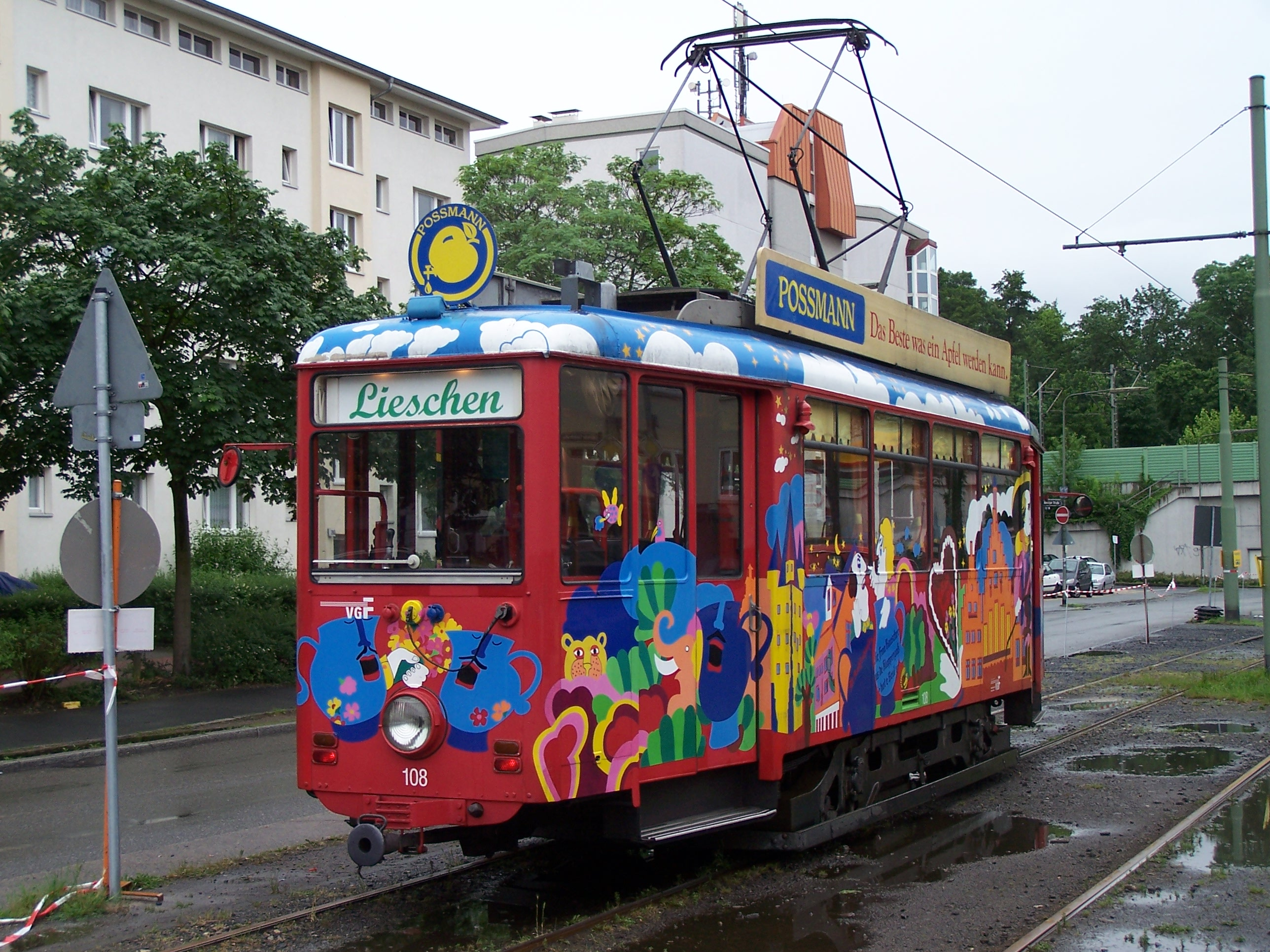
리드호프 정류장에 정차한 벨트헤스탁 기간에 운행하는 리슈헨 특수노선 전차 (2007년)

특수 노선 "에벨바이 익스프레스(Ebbelwei-Expreß)"는 고층 K형 차량만을 독점적으로 운행한다.
1977년 이래로, 에젤바이 익스프레스는 1950년대 전반기의 다채롭게 색칠한 차량으로 도시 관광 노선으로 운영된다. 관광은 동물원에서 시작되어 알트슈타트를 지나 뢰머를 거쳐 반호프스비어텔를 거쳐 중앙역까지 이어진다. 거기서, 노선은 박람회장으로 이어진 후, 중앙역으로 돌아가서, 마인강을 가로 질러, 자흐젠하우젠을 통해 동물원으로 돌아간다. 차내에서 음료와 미니브레첼이 제공된다. 원래는 단기간의 행사였으나, 그 동안 전국적으로 알려진 관광 명소가 되었으며, 주말과 공휴일에는 고정된 시간표에 따라 완전히 다른 35분 간격으로 운행되며 그 외에는 대여할 수 있다. 티켓의 경우 특별 가격이 적용되며 RMV 요금은 적용되지 않는다. 내부 노선 번호는 13이다.
2013년까지 오순절과 "벨트헤스탁(Wäldchestag, 프랑크푸르트 도시 숲에서 오순절 이후 화요일에 열리는 민속 축제)" 때 정기적으로 사용하지 않는 프랑크푸르터 슈타트발트 내 노선에서 “리슈헨(Lieschen)” 노선을 운행했다. 내부 노선 번호는 15이다. 2014년에는 150만 유로에 슈트레제마날레의 새로운 노선을 건설을 위한 노선 수리 때문에, 운행이 중단되었다.

## 철도 차량

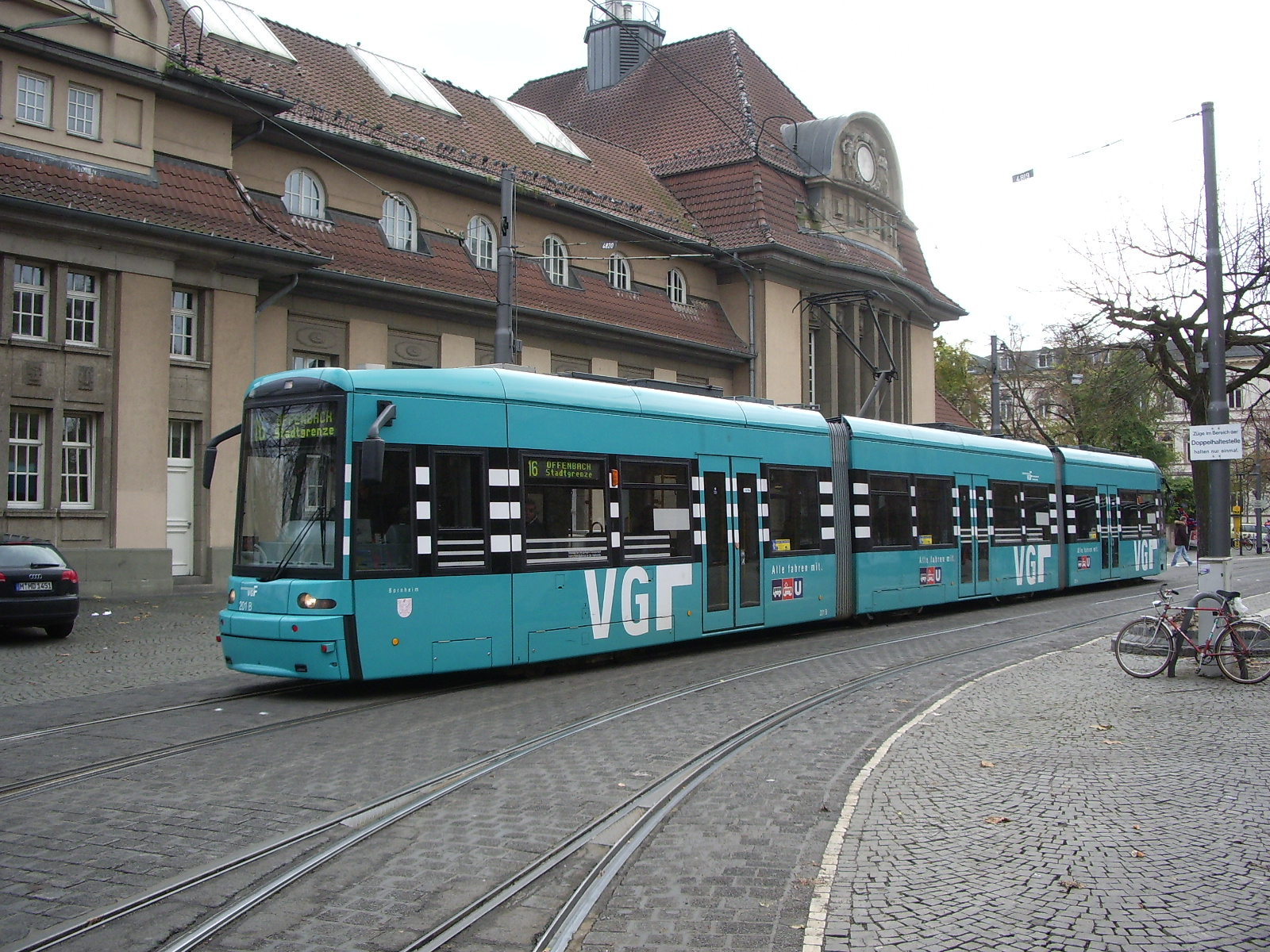
S형 저상차량

프랑크푸르트의 전동차는 연대순에 맞게 알파벳으로 표기한다. 프랑크푸르트 노면전차는 전철화 이후 서로 다른 제조사의 견인차를 독점적으로 사용해왔으며, 1955년 Düwag 사의 대용량 차량(그로스라움슈트라센반, Großraumstraßenbahn)으로 교체되었다. 1993년부터 조달된 저상 차량(R형, S형)은 2007년 4월 1일 이후 Pt형의 고상 차량을 완전히 대차해왔다. 2004년에 N형히 대차된 이래로 양방향 차량만 운행되고 있다. 5대의 Ptb 차량이 2018년 12월부터 2021년까지 네트워크에서 다시 사용된다. 그 후 Citadis X05 알스톰의 첫 번째 차를 사용하였다.
천장 개방형 차량은 운영가능한 박물관 차량으로 보존되어, 가끔씩 특별 운행에 사용된다. 2013년까지 운영된 에벨바이 익스프레스 및 Lieschen 차량은 2축 K형로 대차된다. 거의 모든 이전형 중 사본이 슈반하임에 있는 교통박물관에 있다.

### 철도 차량 목록
- "K형": 1949 - 1977 (여러대의 차량, "에벨바이 익스프레스" 및 부서별 차량으로 사용중)
- "L형": 1955 - 1983 (2대의 동력차와 2대의 객차가 남아있으며 각각 1대씩 보존전차로 사용중)
- "M형": 1957 - 1998 (1대의 동력차와 2대의 객차가 보존전차로 남음)
- "N형": 1963 - 2004 (1대가 보존전차로 남음)
- "O형": 1969 - 2005 (2대가 남아있으며, 1대가 보존전차로 사용중)
- "P형": 1972 - 2016 (해체, 3대가 보존전차로 남음)
- "R형": 1993 – 현재
- "S형": 2003 – 현재

## 교외 지역의 전차 운행
언급된 기업들인
- 프랑크푸르트-오펜바흐 전차 회사(Frankfurt-Offenbacher Trambahn-Gesellschaft, FOTG)
- 프랑크푸르트 삼림철도(Frankfurter Waldbahn),
- 프랑크푸르트 지역철도(Frankfurter Lokalbahn, FLAG)

이 외에 프랑크푸르트 인근에는 다음과 같은 전차 사업자로,
- 바트홈부르크포어데어회에 전차회사(Straßenbahn Bad Homburg vor der Höhe),
- 오펜바흐 전차회사(Straßenbahn Offenbach),
- 하나우 전차회사(Hanauer Straßenbahn AG)가 있다.

하나우를 제외한 모든 언급된 회사의 노선 네트워크는 서로 연결되어 있으며, 이론적으로 잘부르크에서 노이이젠부르크까지 또는 회흐슈트에서 오펜바흐의 남쪽까지 연속적인 노선을 만들 수는 있었지만, 이것은 결코 실행되지 않았다. 부분적으로는 교외의 기업들과 개별 노선의 공동 운영을 해 왔으며, 그래서 오버우어젤 및 바트홈부르크 행은 FLAG과 프랑크푸르트 전차회사에서 운영되고, 마찬가지로 프랑크푸르트 16호선에서 오펜바흐 전차회사의 오펜바흐 행 열차를 운행했다.

## 프랑크푸르트 교통 박물관

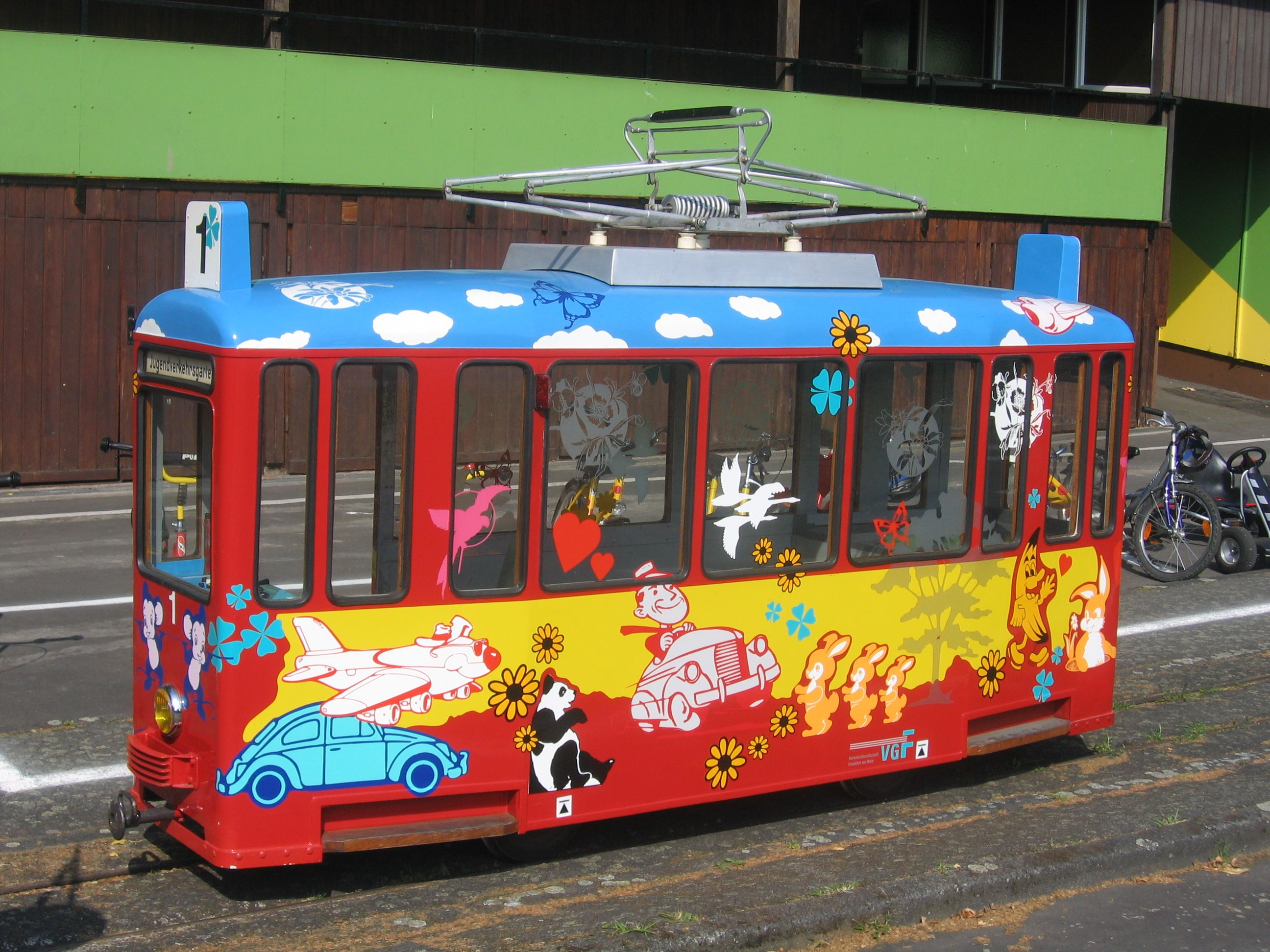
킨더슈트라센반 차량

슈반하임(Schwanheim)의 프랑크푸르트 교통 박물관은 프랑크푸르트의 대중 교통의 역사 깊은 사건을 보여준다. 각 유형의 노면 전차 중 하나 이상 (E형, 및 G형과 아직 영업 운행중인 것을 제외)이 보존되어 있다. 그 외에도 오펜바흐에서 2대의 역사적 디젤 버스와 1대의 트롤리 버스를 보여주는 작은 버스 전시회가 있다.
"Historische Straßenbahn Frankfurt e.V.(역사적 트램웨이 기구)"는 운송 회사 "VGF"를 대신하여 박물관을 운영하고, 특별한 경우에 노면전차로 셔틀 서비스를 운영한다.

## 같이 보기
- 프랑크푸르트 지하철
- 라인-마인 S반

### 주해
1. 1 2 3 4 5 6 7 8 9  “ZAHLENSPIEGEL 2012” [STATISTICS 2012] (PDF) (독일어). vgF. 2012년 12월 31일. 2013년 10월 21일에 원본 문서 (PDF)에서 보존된 문서. 2013년 9월 29일에 확인함.
2. 1 2  “City tour with the Ebbelwei-Express”. vgF. 2014년 4월 16일에 원본 문서에서 보존된 문서. 2013년 9월 30일에 확인함.
3. 1 2  “VGF Ebbelwei-Expreß”. vgF. 2013년 9월 30일에 확인함.
4. ↑  Aus U- mach’ Straßenbahn: Pt-Tw wieder im Straßenbahn-Netz, Frankfurter Nahverkehrsforum
5. ↑  Anlage 1 zur M 102/2014 Seite 4
6. ↑  Offizielle Website des Ebbelwei-Express (abgerufen am 18. März 2011)
7. ↑  Verkehrsgesellschaft Frankfurt am Main mbH (Hrsg.): Dienstanweisung Nr. 15/2009
8. ↑  Lieschen sagt leise Adieu 보관됨 2014-04-15 - 웨이백 머신틀:Toter Link, fnp.de, abgerufen am 27. März 2014

### 참고 문헌
- Höltge, Dieter; Köhler, Günter H. (1992). 《Straßen- und Stadtbahnen in Deutschland》 [독일의 노면전차와 슈타트반] (독일어). Band 1: Hessen [Volume 1: Hesse] 2., enlarg판. 독일 프라이부르크임브라이스가우: EK-Verlag. ISBN 3882553359.